# Madeley (Shropshire)
Madeley is een civil parish in het bestuurlijke gebied Telford and Wrekin, in het Engelse graafschap Shropshire met 17.631 inwoners.